# Méthanolisation
La méthanolisation  est une réaction de synthèse du méthanol (CH3OH) à partir de dihydrogène (H2) et de dioxyde de carbone (CO2) en présence d'un catalyseur.
La méthanolisation du dioxyde de carbone voit son champ d'intérêt s'élargir par le développement des énergies éolienne et solaire, qui nécessitent de pouvoir stocker l'électricité produite en surplus. On parle alors de « conversion d'électricité en méthanol », qui contribue à la transition énergétique par une diminution des rejets globaux de CO2. Le e-méthanol produit par la réaction entre dans la catégorie des E-carburants.

## Réaction chimique
La méthanolisation permet de convertir le dioxyde de carbone et l'hydrogène en méthanol et en eau selon la réaction :
CO2 + 3 H2 → CH3OH + H2O.